# Einfaches Leben

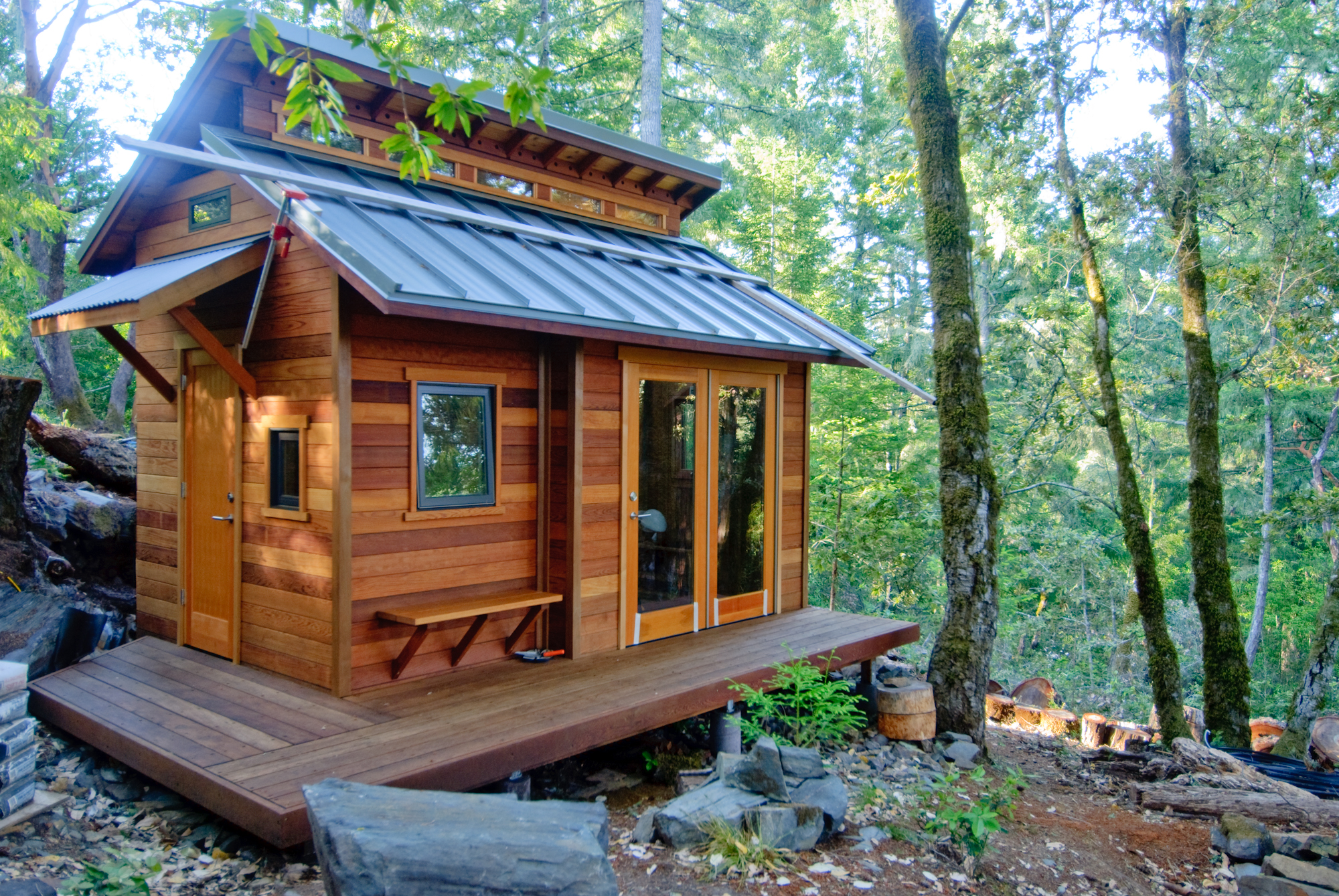
Ein „Tiny Home“ im Wald, ein populäres Sinnbild für ein einfaches Leben

Einfaches Leben (von englisch simple living) oder freiwillige Einfachheit (von engl. voluntary simplicity; auch LOVOS von engl. lifestyle of voluntary simplicity) bezeichnet einen Lebensstil, für den das Prinzip der Einfachheit zentral ist. Ein solches Leben kann sich beispielsweise durch die freiwillige Reduzierung des Besitzes – bekannt als Minimalismus – oder den Versuch der Selbstversorgung auszeichnen.
Im einfachen Leben wird durch Konsumverweigerung ein selbstbestimmtes Leben angestrebt, das – ganzheitlich betrachtet – als Steigerung der Lebensqualität empfunden wird. Das einfache Leben ist eine Alternative zum heute verbreiteten konsumorientierten Leben. Dessen materialistischer Lebensstil wird von einfach Lebenden als oberflächlich und nur auf kurzfristige Freuden ausgerichtet empfunden. Auch der zunehmenden Reizüberflutung und Entfremdung des Menschen in der modernen Welt soll mit freiwilliger Einfachheit etwas entgegengesetzt werden. Die individuellen Beweggründe und deren Gewichtung sind aber nicht einheitlich und unterscheiden sich mitunter stark.
Die philosophische und politische Strömung des Primitivismus sieht das einfache Leben als Ideal für die gesamte Gesellschaft an.

## Beweggründe und Praxis

### Reduzierung von Besitz und Konsum
“Simplicity boils down to two steps: Identify the essential. Eliminate the rest.”

„Einfachheit lässt sich auf zwei Schritte herunterbrechen: Identifiziere das Wesentliche. Eliminiere den Rest.“

Beim einfachen Leben wird vor allem darauf geachtet, das eigene Verhalten hinsichtlich Konsum und Besitz auf Sinnhaftigkeit und Notwendigkeit zu hinterfragen. Ein Übermaß an Besitz wird als hinderlich und belastend betrachtet. Daher entscheiden sich einige Leute dafür, ihr Leben grundlegend zu vereinfachen und Besitz loszulassen. Man vermeidet auch Konsum, der lediglich der Unterhaltung und Freizeitbeschäftigung dient oder gar der bloßen Steigerung des Prestiges, und fokussiert sich stattdessen auf die vermeintlich „wirklich wichtigen“ Dinge im Leben. Es wird dabei zwischen Begehren und Notwendigkeit unterschieden. Man gibt sich zufrieden mit dem, was man hat, anstatt immer mehr zu wollen und damit nie zufrieden zu sein. Der Lebensstil ist von der grundlegenden Haltung geprägt, weniger Dinge zu besitzen, um sich und die Umwelt mit deren Anschaffung (und Bezahlung), Pflege und Entsorgung nicht unnötig zu belasten. Dieser materiell bewusst reduzierte Lebensstil weist mitunter asketische Züge auf.

#### Reduzierung des Besitzes
Die „Entrümpelung“ des eigenen Lebensumfeldes von nicht benötigten Gegenständen ist der offensichtliche erste Schritt hin zu einem einfachen Leben. Diese bewusste Reduzierung des materiellen Besitzes ist als Minimalismus bekannt. Dabei finden oft bestimmte Aufräummethoden oder Strategien Verwendung, die Gegenstände systematisch sortieren und vor allem priorisieren. Hierbei wird aus ökologischen Gründen oft versucht, ein Wegwerfen zu vermeiden und die Dinge lieber zu Ende zu gebrauchen, zu verschenken, wegzutauschen oder zu verkaufen.
Unter anderem der US-amerikanische Autor Joshua Becker empfiehlt, das gesamte Wohnumfeld zu vereinfachen. Die Menschen heutzutage hätten in ihren Häusern oft viel überschüssigen Platz, dessen Leere ihnen das Gefühl gebe, Dinge kaufen zu müssen, um ihn zu füllen. Die Tiny-House-Bewegung setzt unter anderem hier an, indem sie für das Leben in hochfunktionalen, vergleichsweise kleinen Häusern wirbt. Auch die japanische Autorin Marie Kondo hat bereits viele Werke zum Themenbereich Aufräummethodik geschrieben.

#### Reduzierung von Konsum und Arbeitszeit
Ein weiteres wesentliches Unterscheidungsmerkmal eines einfachen Lebens von einem „normalen“ Leben ist aus den oben genannten Gründen die deutlich geringere Zahl der getätigten Käufe.
Durch die Verringerung ihres Konsums, also der Ausgaben für Güter oder Dienstleistungen, haben einfach Lebende die Möglichkeit, ihre Arbeitszeit zu reduzieren. Diese Form der bewussten Reduzierung der Arbeitszeit mit dem Ziel, ein selbstbestimmteres, erfüllteres Leben zu führen, wird Downshifting genannt. Aufgrund der Einschränkung des persönlichen Konsums und bedachter Kalkulation des verfügbaren Budgets muss viel weniger Lebenszeit für die Erwerbstätigkeit aufgewendet werden. Familie, Freunde, Nachbarschaftshilfe und ehrenamtliche Arbeit treten beim einfachen Lebensstil oftmals stärker in den Vordergrund, da Fürsorge, soziales Engagement und Solidarität geschätzte Ideale darstellen. Die gewonnene Zeit kann auch dafür genutzt werden, die Lebensqualität anderweitig zu erhöhen, zum Beispiel durch das Erlernen und Ausüben kreativer Tätigkeiten wie einer Kunst oder eines Handwerks.

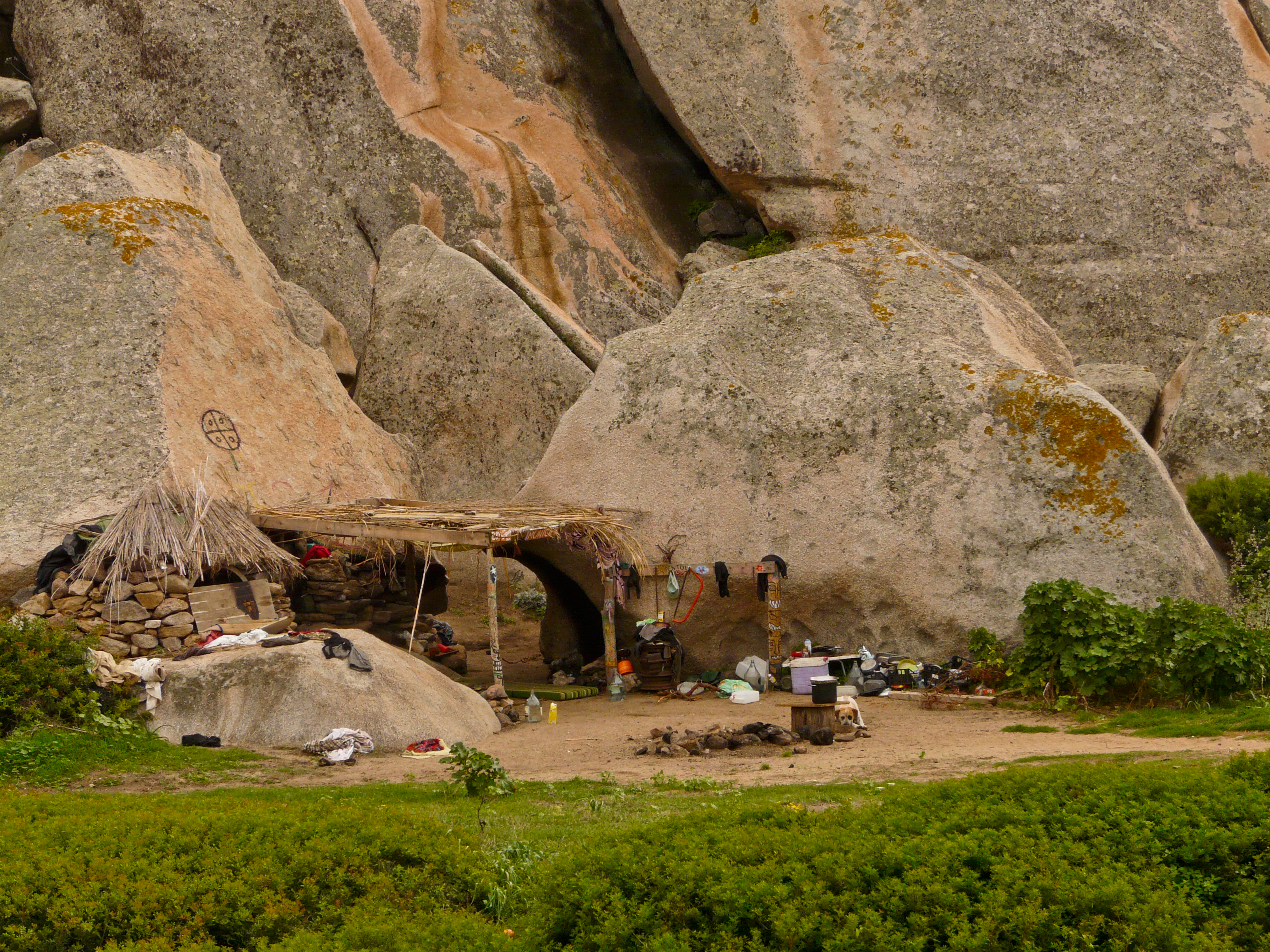
In einigen warmen Regionen im Mittelmeerraum, wie hier an der Küste Sardiniens (Valle di Luna, Capo Testa), wohnen einfach lebende Aussteiger teilweise in Höhlen oder solchen selbst errichteten Unterkünften.

Durch die Verringerung der Ausgaben kann alternativ aber auch Geld angespart werden mit dem Ziel der finanziellen Unabhängigkeit und der Möglichkeit zum frühen Ruhestand. Diese Methode erfreut sich in jüngerer Zeit unter dem Schlagwort Frugalismus immer größerer Beliebtheit.
Sich von der Geldfokussiertheit zu befreien führt manche Menschen dazu, komplett ohne Geld zu leben, so in der Vergangenheit beispielsweise die Deutschen Heidemarie Schwermer und Tobi Rosswog oder manche der einfach lebenden Mitglieder von Hippie-Kommunen an Stränden im Mittelmeerraum wie bspw. auf La Gomera.
Durch die Reduzierung von Arbeitszeit und Konsum, vor allem der Reizüberflutung des Internets, wird eine Entschleunigung des Lebens erreicht, die den Stress reduziert. Dies wirkt sich positiv auf die mentale Gesundheit aus.
Weniger zu arbeiten bedeutet meist weniger Verdienst und damit oft weniger Konsum, was zum Klimaschutz beitragen kann.

### Selbstbestimmung statt Entfremdung
Der Begriff der Entfremdung ist für viele einfach Lebende elementar. Sie betrachten den modernen Menschen hauptsächlich als entfremdet, und zwar u. a. von sich selbst, von seinen Mitmenschen und von der Natur. Das heutige Leben, in dem auf abstrakte Art und Weise mit Arbeit Geld verdient wird, um sich damit Dinge zu kaufen, mache unglücklich. Diese Freuden seien für das Unbewusste schwer zu greifen, da sie sich (nicht vom Selbst ausgeführt) im Verborgenen abspielen, wie bspw. die Produktion fertig gekaufter Lebensmittel oder das Funktionieren komplexer Maschinen. Psychologisch gesünder sei es stattdessen, zum Beispiel mit eigenen Händen angebaute Lebensmittel zu essen oder eigens hergestellte Werkzeuge funktionieren zu sehen. Manche, darunter der einfach lebende US-amerikanische Primitivist Theodore Kaczynski (bekannt geworden als „Unabomber“), argumentieren weitergehend, dass der Wegfall des täglichen Überlebenskampfes ganz grundlegend verantwortlich sei für Unzufriedenheit und psychische Krankheiten, die in der westlichen Welt mehr und mehr verbreitet sind.
Manche einfach Lebende wollen durch eben dieses Leben als Selbstversorger oder das eigenständige Herstellen benötigter Gegenstände die Kontrolle über möglichst viele Aspekte ihres Lebens zurück erlangen. So wollen sie sich meist auch der zunehmenden Sozialen Kontrolle und dem Einfluss durch den Staat und den Überwachungskapitalismus entziehen, um selbstbestimmter leben zu können. Den Massenmedien und moderner Technik im Allgemeinen wird hierbei vorgeworfen, den Menschen das eigenständige Denken und den Sinn für Lebensqualität und -gefühl zu nehmen.

#### Überdenken von moderner Technik und Schnelllebigkeit

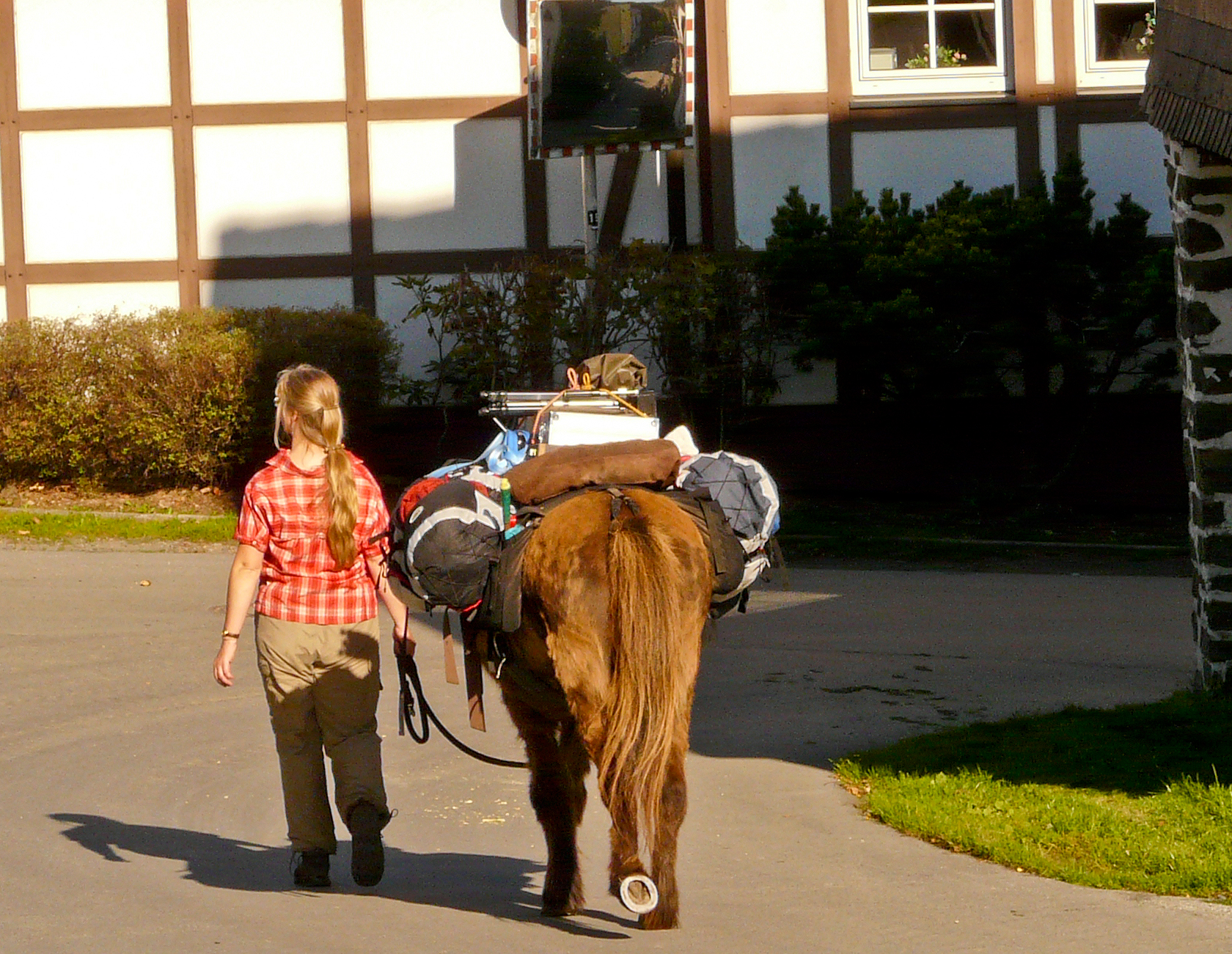
Beispiel für einen einfach gelebten „Abenteuer-Urlaub“ mit minimalem Technologie- und Energieeinsatz, aber maximalem Erlebnisgewinn: Trekkingtour mit Packpferd durch die Heimatregion

Der Nutzen von Technik wird von vielen, die in freiwilliger Einfachheit leben, hinterfragt. Sie verwenden nur angepasste Technologie oder versuchen, möglichst gar keine zu verwenden, da sie den Menschen von sich selbst, der Natur und seinen Mitmenschen entfremde. Einige einfach Lebende sind Anhänger der philosophischen und politischen Strömung des Primitivismus. Dieser argumentiert dahingehend, dass einzelne technologische Fortschritte nützlich erscheinen mögen, in ihrer Gesamtheit auf Dauer aber nicht nur der Natur Schaden hinzugefügt haben, sondern auch den Menschen, unter anderem in Bezug auf individuelle Freiheit, Würde und mentale Gesundheit.
Viele einfach Lebende verwenden nicht nur deshalb keine moderne Technik, weil sie die Manipulation der Menschen zum Konsum durch Werbung kritisch sehen. Die verstärkte Massenüberwachung und soziale Kontrolle durch den Staat und die größten IT-Unternehmen mittels moderner Technik raube jedem Individuum die persönliche Freiheit. So warnte etwa der US-amerikanische Publizist Evgeny Morozov davor, dass das Internet für die neuerliche Ausbreitung von Massenüberwachung und politischer Verfolgung sorge. (Siehe auch: Überwachungskapitalismus)
Zusätzlich verliert der Mensch durch die Technik seine natürlichen Fähigkeiten. Ein markantes Beispiel hierfür ist die Verkümmerung der Fähigkeiten zur Orientierung durch Navigationssysteme und Kartendienste.
Verfechter eines einfachen Lebensstils kritisieren auch die Schnelllebigkeit der heutigen Zeit, die mit einer Reizüberflutung einherginge. Der moderne Mensch sei in verschiedenen zentralen Lebensbereichen einem Zuviel ausgesetzt, also nicht nur einem Zuviel an Besitz, sondern auch einem Zuviel an Reizen innerhalb kürzester Zeit, spätestens, seit das Internet durch die Verbreitung des Smartphones einen großen Teil unserer täglichen Aufmerksamkeit vereinnahmt. Dem mit Informationen, Ereignissen, Terminen und To-Dos überfluteten Leben des modernen Menschen wird versucht, Entschleunigung entgegenzusetzen.
Moderne Methoden, die versuchen, die heutige Reizüberflutung unter Kontrolle zu bringen, wie z. B. Digital Detox und das umfassendere Dopamin-Fasten, werden von einfach Lebenden üblicherweise automatisch mit angewendet.

#### Selbstversorgung
Ein weiterer wichtiger Punkt kann eine stärkere Konzentration auf eine unkomplizierte, naturnahe, auf sich und die Menschen im nächsten Umfeld bezogene Lebensweise sein, bei der Eigenleistungen gegenüber Fremdleistungen deutlich in den Vordergrund rücken. Dies betrifft vor allem die Bereiche Ernährung und Handwerk, teils auch Bekleidung und Energieversorgung. Die Erhöhung des Grades an Selbstversorgung verringert die Abhängigkeit vom Geld und der Wirtschaft. Der Schlüssel zu einem freien und einfachen Leben ist laut dem britischen Autor Tom Hodgkinson, aufzuhören, zu konsumieren, und anzufangen, zu produzieren.
Die Do-it-yourself-Bewegung verbreitet Fähigkeiten zum Selbermachen unter der Bevölkerung.

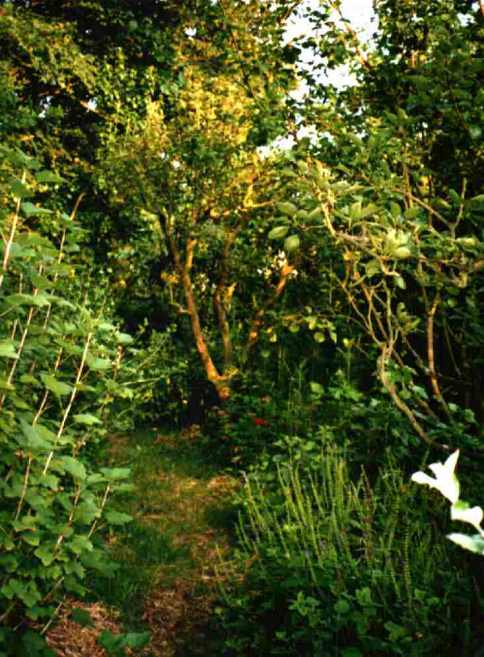
Waldgarten des englischen Gartenbauers Robert Hart in Shropshire in England

Der wohl wichtigste Teilaspekt der Selbstversorgung ist der der Ernährung in Form des eigenen Anbaus von Nahrung:
- Das Permakultur-Konzept des Waldgartens, entwickelt von Robert Hart, einem britischen Gartenbauer und Anhänger eines einfachen Lebens, ist ein pflanzenbasiertes System der Nahrungsproduktion mit niedrigen Unterhaltskosten, das auf dem Ökosystem des Waldes basiert und Frucht- und Nussbäume, Sträucher, Kräuter, Reben, Stauden und Gemüse mit einbezieht.[10]

- Das Konzept der food miles, also der Anzahl der Meilen (alternativ Kilometer), die ein Nahrungsmittel oder eine Zutat vom Anbauort (z. B. Bauernhof) bis zum Tisch, an dem es verzehrt wird, zurückgelegt hat, wird von Anhängern des einfachen Lebens verbreitet, um für den lokalen Anbau von Essen zu werben, so zum Beispiel von der US-amerikanischen Autorin Barbara Kingsolver.

- Stadtbewohner können frisches Obst und Gemüse in einem Topfgarten oder einem kleinen Indoor-Gewächshaus anbauen. Unter anderem Tomaten, Salat, Spinat, Mangold, Erdbeeren und verschiedene Kräutersorten können in Töpfen gedeihen (Siehe auch Urbaner Gartenbau).

Zu sehen, wie lange Essen zum Wachsen braucht, verändert zusätzlich die Wahrnehmung der Zeit sowie des eigenen Konsums. An den immer mit fertigen Lebensmitteln gefüllten Supermarktregalen lässt sich nicht erkennen, wie lange jedes einzelne davon zuvor produziert werden musste, was die Bewusstwerdung der Folgen einzelner Käufe behindert.

### Spiritualität
Viele Religionen sehen die Einfachheit seit ihrer Gründung ebenfalls als erstrebenswertes Ziel oder gar als einzigen Weg zur Erfüllung. So propagierten alle großen religiösen Anführer ein einfaches Leben; dazu zählen Laozi, Konfuzius, Zarathustra, Siddhartha Gautama, Jesus Christus und Mohammed. Innerhalb des Christentums sind vor allem Benedikt von Nursia und Franz von Assisi für ihr Leben in freiwilliger Einfachheit bekannt.
Vor allem in religiösen Ordensgemeinschaften und deren Klöstern spielt der Verzicht auf die Anhäufung materieller Güter eine wichtige Rolle.
Aber auch unabhängig von Religionen entscheiden sich manche aus spirituellen Gründen für ein Leben in freiwilliger Einfachheit. Begründet wird das dann beispielsweise damit, Gott „näher sein“ zu wollen. Zu erkennen ist das beispielsweise an der typischen Ausgestaltung spiritueller Retreats, welche für die Gäste oftmals einer zeitlich begrenzten Führung eines einfachen Lebens gleichkommen.

#### Christentum
Mäßigung gehört zu den Tugenden des Christentums. In vielen Klostern wird auf Einfachheit besonderen Wert gelegt. Papst Gregor der Große sah in der überlieferten Lebensweise des Benedikt von Nursia ein Ideal, an dem sich Mönche und Äbte zu orientieren hätten. Zu dieser Lebensweise gehörte unter anderem der Verzicht auf jegliches Eigentum sowie der Verzicht auf Ehe.
Als Vertreter eines einfachen Lebensstils werden häufig auch christliche Gruppen wie die Amischen oder die Quäker genannt, die unter dem Begriff Plain People zusammengefasst werden.
Ein einfacher Lebensstil ist jedoch nicht auf die oben genannten Gruppen beschränkt. Die Bibel, die Grundlage des christlichen Glaubens, spricht von einem bescheidenen, auf heute übertragen, nachhaltigen Lebensstil. Mk 4,18 , 1 Tim 6,6 , Hebr 13,5  und andere Stellen im Neuen Testament, sprechen von einem „Konsum ohne Begierden“.

#### Islam
Vor allem im Sufismus spielt freiwillige Einfachheit eine zentrale Rolle.

#### Buddhismus
Der Buddhismus sieht Tanha als Ursache allen Leidens, was mit „Begehren“, „Durst“ oder „Wollen“ übersetzt wird. Auch Befriedigendes und Wohlstiftendes wird als leidbringend verstanden, da es stets unvollkommen und vergänglich ist und dadurch wieder neues Verlangen auslöst. Ein wichtiger Bestandteil des praktizierten Buddhismus ist daher das Aufgeben von Wünschen und Bestrebungen.
Mönche und Nonnen verpflichten sich der passiven Einsamkeit, der Meditation und der Entsagung. Nahrung wird in Form von Almosen entgegengenommen. Die Einnahme von Rauschmitteln sowie der Geschlechtsverkehr sind untersagt und können einen Ausschluss aus der Gemeinschaft bedeuten.
Im Zen steht der Mönch Ryōkan für diese Tradition.

### Weitere Beweggründe
Auch Naturschutz wird oft als Grund für ein Leben in freiwilliger Einfachheit genannt, da ein Leben in freiwilliger Einfachheit in der Regel im Sinne von Umweltschutz, Klimaschutz, Ressourcenschonung, Abfallvermeidung, Energieeinsparung, der Reduzierung des eigenen ökologischen Fußabdrucks, Wiederverwertung und Kreislaufwirtschaft gelebt wird.
Doch nicht nur die Belastung der Natur, auch die der Mitmenschen kann eine Rolle spielen (siehe soziale Gerechtigkeit bzw. globale Gerechtigkeit).
Die Erhaltung von Kulturgut kann ein Mitgrund für ein einfaches Leben sein. Dazu zählen alte Gegenstände, die noch funktional sind und daher noch benutzt werden, aber auch immaterielles Kulturerbe wie beispielsweise das Wissen um die Ausführung eines Handwerks.
Auch die körperliche Gesundheit kann von einem einfachen Leben profitieren, da einfach Lebende durch ihren bewussten Lebensstil in der Regel weniger anfällig für Zivilisationskrankheiten sind.

### Ausstieg aus der Gesellschaft
Fortgeschritten einfach Lebende entfernen sich durch ihre Lebensführung manchmal so weit von der Mainstream-Gesellschaft, dass sie als „Aussteiger“ bezeichnet werden. Manche vollführen diesen „Ausstieg“ nicht alleine, sondern gemeinsam mit Gleichgesinnten, zum Beispiel durch Eintritt in ein Kloster oder eine Kommune.

## Geschichte

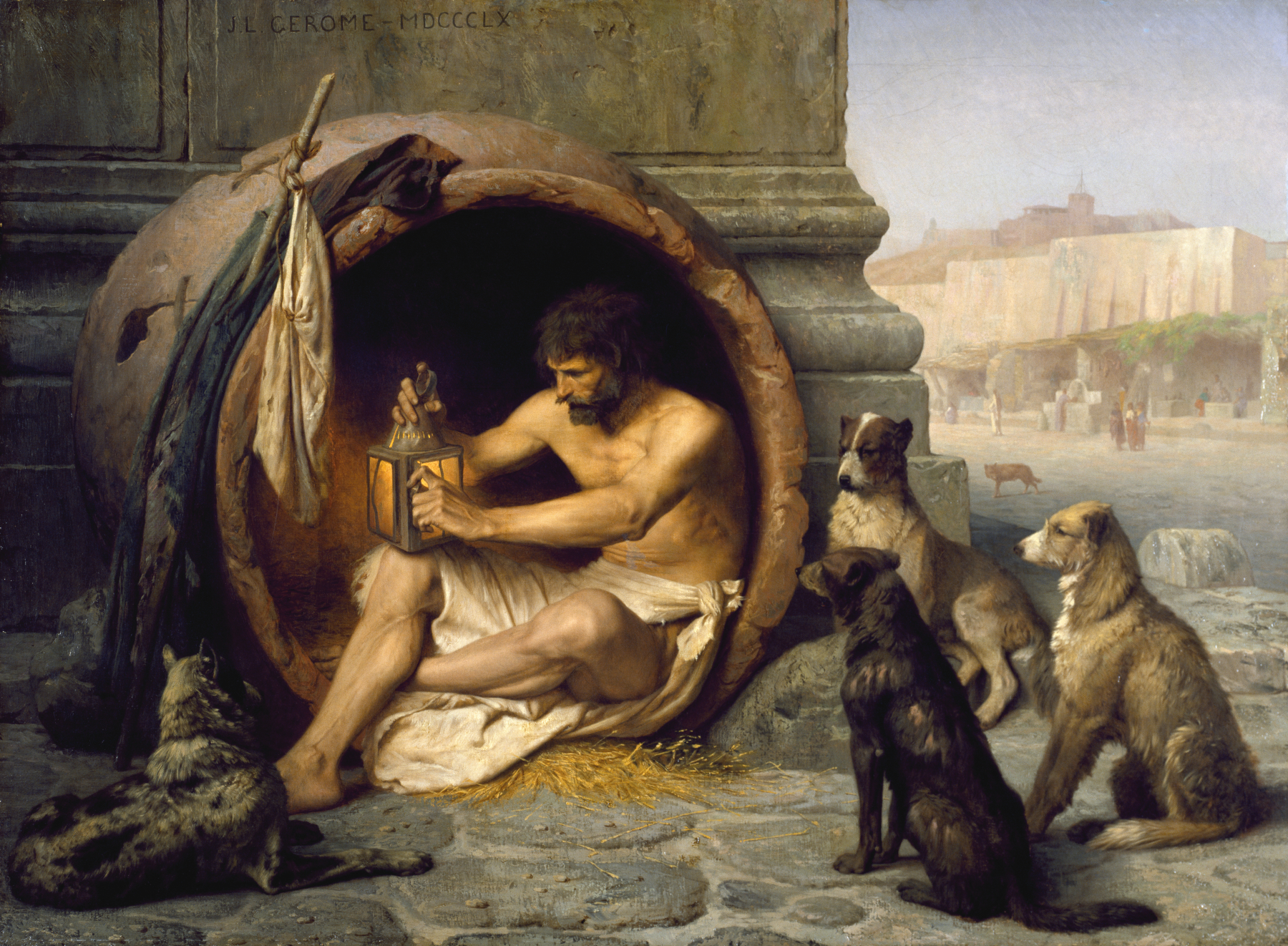
Diogenes in seinem Pithos, Gemälde von Jean-Léon Gérôme, 1860

### Ursprünge in der Philosophie der Antike
Weltliche Ansätze zum einfachen Leben lassen sich bis in die Antike zu den Kynikern, Stoikern und Epikureern zurückverfolgen. Diogenes von Sinope, der heute bekannteste Kyniker, soll ohne irgendwelchen materiellen Besitz in einem Weinfass gelebt haben.
Selbst Aristoteles, der keiner dieser Strömungen angehörte, unterschied in seinem Werk Politik bereits das „natürliche Leben“ (u. a. Jagen und Fischen) vom „unnatürlichen Leben“ (u. a. Anhäufung von Geld) und postulierte, dass das unnatürliche Leben einen Menschen nicht glücklich mache.

### Verbreitung in der Neuzeit

#### Denker des 18./19. Jahrhunderts

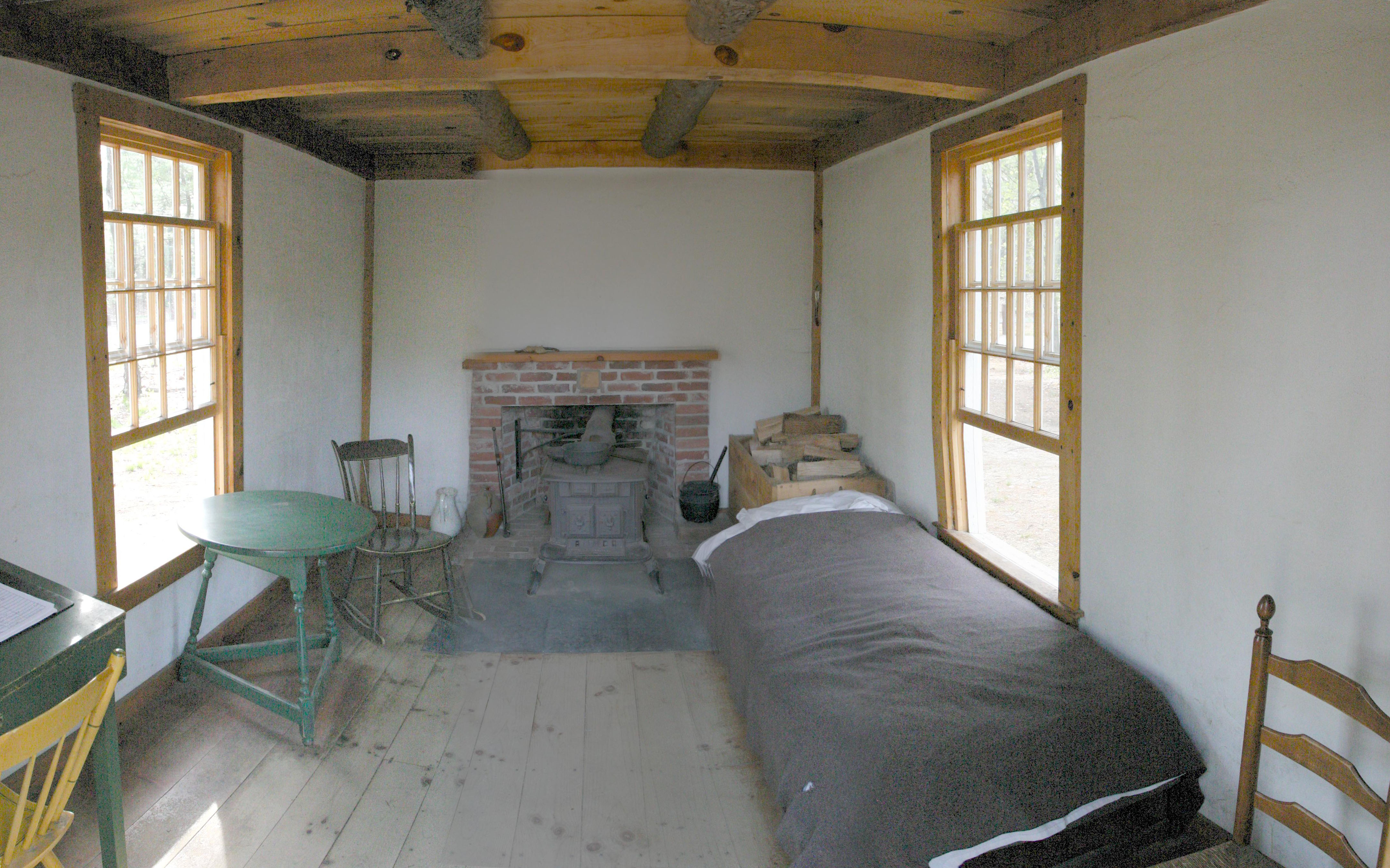
Rekonstruktion des Innern von Henry David Thoreaus Hütte, die am Strand des Walden Pond in Massachusetts stand

Der französische politische Theoretiker Jean-Jacques Rousseau, einer der wichtigsten Wegbereiter der Französischen Revolution, warb in vielen seiner Werke für ein einfaches Leben, so in Abhandlung über die Wissenschaften und Künste (1750) und Abhandlung über die Ungleichheit (1755).
Durch die Werke Henry David Thoreaus und Ralph Waldo Emersons um 1845 gilt ein einfacher Lebensstil in den Vereinigten Staaten als Bestandteil der Subkultur. Vor allem Thoreaus Walden (1854) gilt als Klassiker unter den Büchern über ein einfaches Leben.
In Deutschland war Friedrich Nietzsche in seiner strikten Ablehnung eines sinnentleerten Materialismus ein rigoroser Verfechter eines materiell einfachen Lebens zum Zweck der Steigerung der spirituellen Kräfte des Menschen. Für ihn galt es, jene Form des Nihilismus zu überwinden, die einen Mangel an nicht-materialistischen Lebenszielen mit dem Streben nach materiellen Gütern zu kompensieren versucht.

#### Erste Verbreitung um 1900
Viele bedeutende Persönlichkeiten des späten 19. und frühen 20. Jahrhunderts lebten ein einfaches Leben, darunter Leo Tolstoi, Rabindranath Tagore, Albert Schweitzer, Martin Heidegger und Mahatma Gandhi.
In Deutschland finden sich Vorläufer der modernen Bewegung in der Wandervogel-Bewegung, die dem autoritären Druck der Gesellschaft entgehen wollte, in der Lebensreformbewegung sowie teilweise in Boheme-Bewegungen. Literarischen Ausdruck fand dieser Lebensstil unter anderem in dem Roman Das einfache Leben von Ernst Wiechert (1939).

#### Anstoß der modernen Bewegung um 1960
Durch die Hippies verbreiteten sich die Prinzipien freiwilliger Einfachheit in den 1960er Jahren weltweit. Aus den daraus hervorgegangenen Alternativbewegungen heraus entwickelte sich die moderne Bewegung.
Die neuere Verwendung des in den Vereinigten Staaten für einen einfachen Lebensstil gebräuchlichen Ausdrucks „Voluntary simplicity“ geht auf eine Arbeit des Sozialwissenschaftlers Duane Elgin von 1981 zurück, in der er das Augenmerk auf einen einfachen, genügsamen und ausgewogenen Lebensrhythmus abseits des konsumorientierten American way of life richtete. Elgins nahm wesentliche Anregungen von Richard Gregg auf, die dieser bereits 1936 in einem grundlegenden Artikel zur Voluntary simplicity formuliert hatte.

### Gegenwart
Seit etwa 2010 verbreiten sich verschiedene Teilpraktiken der freiwilligen Einfachheit durch das Internet rasch und erlangen wieder größere Beliebtheit, vor allem die des Minimalismus. Auf breite Rezeption stieß beispielsweise die Aktion „100 Things Challenge“ des US-amerikanischen Konsumkritikers David Michael Bruno, der im November 2008 begann, seinen persönlichen Besitz auf unter 100 Dinge zu reduzieren, darüber in einem Blog schrieb und ein Buch veröffentlichte. Durch Veröffentlichung der Netflix-Serie Aufräumen mit Marie Kondo im Jahr 2019 wurden die Methoden der japanischen Ordnungs-Beraterin Marie Kondo weltweit bekannt. Auch das Tiny House Movement wuchs in den letzten Jahren stetig.
Im Allgemeinen lässt sich feststellen, dass sich Minimalismus und freiwillige Einfachheit in den letzten zehn bis zwanzig Jahren zu einem einflussreichen Trend entwickelt haben. In diesen Jahren wurde zu diesem Thema eine große Anzahl von erfolgreichen Ratgeber-Büchern, YouTube-Kanälen und Blogs veröffentlicht. Im deutschen Sprachraum hatte zum Beispiel das Buch Simplify your life aus dem Jahr 2001 einen großen Einfluss.